# 빙글빙글 퀴즈
빙글빙글 퀴즈는 SBS의 퀴즈 프로그램이다.

## MC 목록
1대 MC (1991년 12월 19일~1993년 1월 8일)
- 허참 최영주 박미선

2대 MC (1993년 1월 15일~1993년 10월 17일)
- 최선규 장진경

## 역대 코너
- 빙글빙글 터치비젼
- 빙글빙글 노래방
- 빙글빙글 AB퀴즈
- 행운의 점수판
- 행운의 두꺼비
- 복점을 찾아라
- 명예냐 점수냐
- 이상한 그림 찾기
- NG(함정) 단어 퀴즈
- 앙케트 전화 퀴즈
- 100점 실화 극장
- 100점 추리 극장
- 요리와 함께 OX 퀴즈
- 지금 만드는 것은 무엇?
- 제목이 알고 싶다

## 유행어
우리들의 문제 빙글빙글 돌려주세요 A냐B냐 나와라 정답 새끼 두꺼비 돌아라